# (7076) 1980 UC
(7076) 1980 UC là một tiểu hành tinh vành đai chính. Nó được phát hiện bởi Zdeňka Vávrová ở Đài thiên văn Kleť gần České Budějovice, Cộng hòa Séc, ngày 30 tháng 10 năm 1980.